# Maggie Grace
Margaret "Maggie" Grace Denig (Columbus, 21 de setembro de 1983), é uma atriz norte-americana. Ela é mais conhecida por ter interpretado Shannon Rutherford na série de televisão Lost, Kim Mills na trilogia de filme Taken e a vampira Irina Denali nos filmes The Twilight Saga: Breaking Dawn – Part 1 e The Twilight Saga: Breaking Dawn – Part 2.

## Carreira
A atriz fez sua primeira aparição em um vídeo semanal exibido pela internet chamado Rachel's Room (2001-2002), onde ela interpretava uma adolescente em seu quarto, que falava sobre suas angústias adolescentes e sobre conflitos entre ela, sua mãe e seus professores. O programa era exibido no ScreenBlast, um site que pertence à Sony Pictures.
Maggie estreou no cinema em 2002 com Murder in Greenwich e depois com Shop Club. Em 2003, com 20 anos, ela interpretou a filha estranha de Wendy Crewson e Tom Selleck no drama Um Caminho para Dois.
A carreira de Grace deslanchou um ano depois com Lost, onde ela interpretou Shannon, uma dos muitos personagens dessa série dramática de grande elenco. Ela esteve no elenco oficial desde o primeiro episódio, até o sétimo episódio da segunda temporada. Em sua aparição seguinte, no 8º episódio, "Collision", seu nome foi mencionado como "Participação Especial". Depois da morte de sua personagem, apareceu em Lost mais uma vez no episódio "Exposé" e no último episódio da série.
Desde que deixou Lost, ela estrelou o remake do filme de terror The Fog, atuando ao lado de Tom Welling, o Clark Kent de Smallville. E participou também de Suburban Girl, The Jane Austen Book Club, Busca Implacável, Malice in Wonderland e outros.
Em Busca Implacável, deu vida a Kim Mills, filha de um ex-agente do governo (Liam Neeson) que, em uma viagem a Paris, é sequestrada por traficantes de mulheres. Recentemente a atriz terminou de filmar o terceiro filme, Taken 3, que deve ser lançado em 2015.
Em 2011 e 2012, interpretou a vampira Irina do Clã Denali aparecendo nos filmes The Twilight Saga: Breaking Dawn – Part 1 e o final The Twilight Saga: Breaking Dawn – Part 2, dois filme inspirado no último livro da Saga Crepúsculo de Stephenie Meyer. A personagem foi assassinada pelos Volturi por ter se enganado sobre a espécie verdadeira de Renesmee Cullen, filha de Bella Swan-Cullen e Edward Cullen, afirmando ser uma criança vampira, quando na realidade é uma dampira.

## Vida pessoal
Maggie é filha de Rick e Valinn Denig, que se divorciaram quando a atriz tinha 16 anos, e tem dois irmãos, Ian e Marissa. Ainda no ensino secundário, se mudou com a mãe para a cidade de Los Angeles.
Quando morava no Havaí, adotou um gato encontrado na floresta do set da série Lost que estava "literalmente morrendo". Maggie apoia e se preocupa com questões ambientais, sendo constantemente vista em eventos que promovem a causa.

### Relacionamentos
Namorou por um tempo o ator Ian Somerhalder, com quem trabalhou na série de televisão Lost, e com o empresário Blake Mycoskie, fundador da TOMS shoes.

## Relação com Brent Bushnell

### Noivado
Em fevereiro de 2017, Maggie ficou noiva de Brent Bushnell (filho de Nolan Bushnell), o CEO de uma empresa de entretenimento.

### Casamento
No dia em 28 de maio de 2017, Maggie e Brent Bushnell realizaram o seu casamento, em uma cerimônia íntima em Ojai na Califórnia.

### Maternidade
Em 21 de março de 2020, Maggie anunciou oficialmente através de uma publicação na sua página oficial no instagram, a sua gestação de seu primeiro bebê com o marido.
Em 27 outubro de 2020, deu à luz o primeiro filho: um menino.

## Filmografia
| Ano                                       | Título                                    | Papel              | Notas              |
| ----------------------------------------- | ----------------------------------------- | ------------------ | ------------------ |
| 2020                                      | Love, Weddings & Other Disasters          | Jessie             |                    |
| 2018                                      | Supercon                                  | Allison McNeeley   | Filme              |
| 2018                                      | Fear the Walking Dead                     | Althea             | Série de televisão |
| 2018                                      | The Hurricane Heist                       | Casey Corbyn       | Filme              |
| 2017                                      |                                           |                    |                    |
| Aftermath                                 | Christina                                 | Filme              |                    |
| The Scent of Rain and Lightning           | Laurie                                    | Filme              |                    |
| 2016                                      |                                           |                    |                    |
| Showing Roots                             | Violet                                    | Filme              |                    |
| The Choice                                | Stephanie Parker                          | Filme              |                    |
| 2015                                      |                                           |                    |                    |
| Unity                                     | Narradora                                 | Filme              |                    |
| Masters of Sex                            | Dra. Christine Wesh                       | Série de TV        |                    |
| Taken 3                                   | Kim Mills                                 | Filme              |                    |
| 2014                                      |                                           |                    |                    |
| About Alex                                | Siri                                      | Filme              |                    |
| We'll Never Have Paris                    | Kelsey                                    | Filme              |                    |
| 2013                                      |                                           |                    |                    |
| When Calls the Heart                      | Tia Elizabeth Thatcher                    | Filme de TV        |                    |
| Susanna                                   | Susanna                                   | Série de TV        |                    |
| Decoding Annie Parker                     | Sarah                                     | Filme              |                    |
| The Following                             | Sarah Fuller                              | Série de TV        |                    |
| Californication                           | Faith                                     | Série de TV        |                    |
| 2012                                      |                                           |                    |                    |
| The Twilight Saga: Breaking Dawn – Part 2 | Irina Denali                              | Filme              |                    |
| Taken 2                                   | Kim Mills                                 | Filme              |                    |
| Lockout                                   | Emilie Warnock                            | Filme              |                    |
| 2011                                      | The Twilight Saga: Breaking Dawn – Part 1 | Irina Denali       | Filme              |
| 2010                                      |                                           |                    |                    |
| Faster                                    | Lily                                      | Filme              |                    |
| The Experiment                            | Bay                                       | Filme              |                    |
| Knight and Day                            | April Havens                              | Filme              |                    |
| Flying Lessons                            | Sophie Conway                             | Filme              |                    |
| 2009                                      | Malice in Wonderland                      | Alice              | Filme              |
| 2008                                      | Busca Implacável                          | Kim Mills          | Filme              |
| 2007                                      |                                           |                    |                    |
| O Clube de Leitura de Jane Austen         | Allegra Avila                             | Filme              |                    |
| Suburban Girl                             | Chloe                                     | Filme              |                    |
| 2005                                      | The Fog                                   | Elizabeth Williams | Filme              |
| 2004-07, 2010                             | Lost                                      | Shannon Rutherford | Série de TV        |
| 2004                                      |                                           |                    |                    |
| Law & Order: Special Victims Unit         | Jessie Dawning                            | Série de TV        |                    |
| Creature Unknown                          | Amanda                                    | Filme              |                    |
| Cold Case                                 | Renee                                     | Série de TV        |                    |
| Oliver Beene                              | Elke                                      | Série de TV        |                    |
| Like Family                               | Mary                                      | Série de TV        |                    |
| 2003                                      |                                           |                    |                    |
| Miracles                                  | Hannah Cottrell                           | Série de TV        |                    |
| Twelve Mile Road                          | Dulcie Landis                             | Filme de TV        |                    |
| The Lyon's Den                            | Haley Dugan                               | Série de TV        |                    |
| CSI: Miami                                | Amy Gorman                                | Série de TV        |                    |
| 2002                                      |                                           |                    |                    |
| Murder in Greenwich                       | Martha Moxley                             | Filme de TV        |                    |
| Septuplets                                | Hope Wilde                                | Série de TV        |                    |
| Shop Club                                 | -                                         | Filme              |                    |
| 2001                                      | Rachel's Room                             | Rachel Reed        | Filme              |